# أليكس توماس
أليكس توماس (بالإنجليزية: Alex Thomas) هو طبال بريطاني، ولد في 10 أكتوبر 1978 في إنجلترا في المملكة المتحدة.

## وصلات خارجية
- الموقع الرسمي
- أليكس توماس على موقع ميوزك برينز (الإنجليزية)
- أليكس توماس على موقع ديسكوغز (الإنجليزية)